# 月島秀九郎
月島秀九郎 （日语：／ Tsukishima Shuukurou）是日本漫畫《BLEACH》的角色。

## 人物

### 外表與性格
被銀城空吾誆稱為完現術者組織「XCUTION（執行部）」的前任領導人，其實是和銀城合作的完現術者。
身材高挑，蓄著及肩短髮，黑色雙眼（動畫版為淺褐色），容貌斯文俊秀，從左邊額頭延伸至太陽穴有條傷疤，經常穿著襯衫與吊帶褲，手上總是拿著一本書，神情冷漠的男子。平時冷靜從容，有著相當高的文辭敏銳度，發言時常不離閱讀寫作。實際上卻是個殘酷無情，為達目的不擇手段的男人。只有在銀城出事的時候，才會顯現激動的一面。血型為B型。
本身的身手相當敏捷，可自由的在電線杆上與各家屋簷間迅速移動（動畫版甚至還能在電纜上安然步行），經常趁對手不注意時繞到背後偷襲對方，劍技亦十分高超。他對任何想追擊的對象都不會手下留情，即便是女性也不例外。若是聽命於他的人不服從似乎會給予身心上的懲罰。但在某些情況下也會禮遇為他做事的獅子河原萌笑（例如在襲擊井上織姬並返回自己的住處之後，特地準備一份菜餚給獅子河原享用）。
手藝非常精巧，毒峰莉露卡的武器「愛之鎗」就是由他製造出來的（日本地區動畫版黃金圖鑑還曾經有親自下廚的經驗）。另外，雖然月島在劇中現身的場合多半為白天時刻，但相較於白天，他反而較習慣在夜晚活動。

### 身世與經歷
童年時代的月島經常處於孤獨一人的狀態，直到某日因左額頭負傷獨自坐在一株大樹下時，遇見當時還是代理死神的銀城，在獲得理解的情況下和銀城結下不解之緣。雖然月島在銀城的指導下學會運用自己的完現術進行戰鬥，但也因此造成為數眾多的對象被他親手毀掉了過去。之後他特地收留獅子河原萌笑在他的身邊做事，儘管獅子河原對月島始終抱持著尊敬的態度，不過月島卻並不希望獅子河原自認為是他的部下。
作為XCUTION的合作成員，月島對於其他成員的習慣觀察入微，然而他並不認同雪緒沉迷電玩的行為，更認為對方應該要多讀書才能對自己有幫助。為了協助銀城奪取黑崎一護的力量，月島在銀城的策畫之下，接連襲擊石田雨龍和井上織姬與一護身邊的親友，還對銀城施展記憶鑲嵌的能力以達到掩飾動機的目的，好讓一護掉進他們設下的陷阱。也因為月島習慣藉著能力動搖當事者的精神，進而使其陷入絕望的崩潰狀態，甚至被朽木白哉評為是個「不親自出手就奪去他人羈絆，愚弄敵人且行徑卑劣至極，死不足惜的無恥之徒」。

## 劇情表現

### 死神代理消失篇
初次登場是在銀城空吾與黑崎一護會面交涉之後，其實銀城和月島為了要引起一護的注意，刻意讓月島出現在某戶人家的屋頂邊走邊看書，引誘當時在附近地區展開調查的石田雨龍上前追擊他，月島趁雨龍準備追上他的空檔回頭反擊對方，並讓跟隨在後的銀城重創雨龍使其右手臂斷裂（動畫版在樹上初次露面並監視雨龍的舉動，之後在附近的電纜上行走並回頭襲擊對方，導致雨龍身受重傷但沒有斷臂；並增加月島指派被一護擊倒的搶匪襲擊啟吾和水色的劇情），為了確保銀城的計畫能夠順利成功，月島接受銀城的要求對他施展能力，使銀城和他處於敵對狀態。這件事情使得一護為了保護同伴，不得不向XCUTION請求協助，並同意與銀城等人合作。
雨龍襲擊事件過後沒幾天，他讓獅子河原看過井上織姬的照片，委託獅子河原尋找她的下落。之後當獅子河原試圖攻擊織姬未成時，月島忽然出現在織姬的背後並要獅子河原離開現場，但獅子河原為了取得他的認同堅持留在現場準備打倒織姬，此時月島看似要對獅子河原做出懲處，而織姬亦因認為月島襲擊過石田而欲阻止他，但被月島施展能力貫穿她的身軀，隨後月島與獅子河原離開現場。事後月島告知獅子河原之後不需要再介入已中了他能力的織姬，並將目標直接轉移到一護的身上（動畫版則是接著命令獅子河原跟蹤並故意引起茶渡的注意）。至於銀城則對前來找他的一護聲稱月島曾經身為XCUTION領導人、但後來卻殺害一名死神與其他想消除自身力量的完現術者。
他趁著一護結束第二階段的完現術訓練時，闖入XCUTION的本營。除了破壞毒峰莉露卡用來作為一護修行場地的水箱，重創了前來應戰的一護以外，還和挺身保護一護的銀城展開決戰，雖然月島將銀城釋放的巨大斬擊波從中劈開之餘，持刀劃傷銀城的右邊額頭，但也被一護傷及右手。在雪緒運用能力將一護轉移到能力空間沒多久，莉露卡忽然出現並將「愛之鎗」抵住他的背部，月島卻趁著茶渡疏於防備之時，對茶渡施展能力貫穿他的身軀，之後為了不讓自己的行蹤在其他人面前曝光，收手的同時迅速離開了現場。
一護完成最終階段訓練的當晚，月島控制了一護身邊的親友，並解除其他XCUTION成員身上的記憶控制能力，還派遣雪緒將一護與銀城帶到林間的大宅邸，和一護與銀城展開最終決戰。由於月島控制了茶渡和織姬並獲得他們的協助，加上獅子河原和其他XCUTION成員參與戰局而佔上優勢，甚至施展能力刺中銀城的心臟，讓他恢復成正常狀態，還重創前來支援一護的雨龍。一護卻因為被忽然現身的朽木露琪亞利用浦原喜助製作的靈刀刺中胸膛，而重獲死神力量。當茶渡與織姬對於趕來支援一護的一行人產生疑問時，月島不顧銀城的勸阻，利用能力對茶渡與織姬施予精神壓迫使他們無法動彈，反讓浦原喜助和黑崎一心趁機將茶渡與織姬擊暈並帶離戰線。之後被雪緒轉移到能力空間裡，與朽木白哉展開決戰，還利用能力砍到白哉與「千本櫻」而掌握對方的攻擊模式；結果這項舉動，反讓白哉施展卍解「殲景」並將斬魄刀的刀瓣帶入「無傷圈」，並趁著被月島捉住左手拖出「無傷圈」的同時，徒手抓住「千本櫻」的部分刀瓣，導致月島被白哉手持斬魄刀的刀瓣貫穿胸膛，身受重傷。
就在一護擊敗銀城的時候，月島企圖從後方偷襲一護，結果莉露卡卻為了保護一護，脫離露琪亞的體內並擋下月島的攻擊。因為見到銀城死亡而悲慟不已的月島，在逃進森林裡的時候激動吐血，遇上前來背負他的獅子河原。最終月島意識到自己並非孤獨一人，對獅子河原道出最後的感謝，隨後因失血過多而死。於此同時，被月島控制記憶的一護的親友也因為月島的死亡得以恢復正常狀態。

### 千年血戰篇
和同樣戰死的銀城與沓澤來到屍魂界，抵達流魂街時被志波空鶴所救，作為報答空鶴的條件協助志波岩鷲進行能力訓練。後來和銀城作為支援者現身靈王宮，利用終結之書消除一護被友哈巴赫改變未來的過去，讓織姬成功運用「雙天歸盾」修復天鎖斬月。

### 官方小說《Can't Fear Your Own World 》
成田良悟著作的BLEACH官方小說《Can't Fear Your Own World 》 中，護廷十三隊九番隊副隊長檜佐木修兵在千年血戰篇落幕後的十年間，為了還原戰爭真相四處採訪，不巧遇見在空鶴家裡借宿的銀城、月島、沓澤，面對修兵的來訪，月島和沓澤稍感意外，銀城則藉此機會向修兵說明時任十三番隊長浮竹十四郎正是暗地透過代理證監視並指使死神殺害他的夥伴的主使者。

## 完現術
- 『終結之書』（Book of the end）

能力媒介是繫著青色絲帶（動畫版為紫色絲帶）的書籤。運用靈力強化書籤使其變成一把綴著紫色絲帶並能劈斬一切的武士刀，擁有相當高等的攻擊能力。此外，能力者還可以在不傷及斬擊對象的狀況下，將自身存在夾入斬擊對象的過去之中，並設定自己在斬擊對象過去記憶裡的身分與關係，同時也能讀取該對象的記憶，對於生物或非生物都能產生作用（在漫畫第468話中，月島秀九郎以武士刀劃過地面，設定自己以前曾來過該地方並破壞地面）。若是能力者再度砍到該對象的身體或是能力者死亡，則會讓被砍的對象恢復正常狀態。但在能力者死亡的情況下，先前被能力者夾入過去的對象會失去所有和能力者相關的記憶。劇情後期甚至可在不傷及斬擊對象的狀況下，透過改變斬擊對象的過去，令遭猶哈巴赫毀去未來的事物獲得復原。
動畫版第362話，月島使用夾入過去的能力令茶渡與織姬無法動彈時，雙瞳會泛著紫色的光芒。但在第366話偷襲一護時使用純斬擊能力，雙瞳則是泛著綠色的光芒。
官方小說《Can't Fear Your Own World 》中提及，將自身存在夾入斬擊對象的過去的能力，若用於存於世上的時間不久的對象則無法順利發揮作用。

## 對戰紀錄
| 決戰對象                                | 結果 | 致勝招式 | 附註 |
| --------------------------------------- | ---- | -------- | --- |
| 石田雨龍                                | 勝利 | －       | 和銀城空吾聯手重傷雨龍，銀城在事後要求月島利用「終結之書」的能力改變他的記憶。 |
| 虛（動畫版原創劇情）                    | 勝利 | 終結之書 | 破壞了一個魂魄的因果之鎖，使祂立刻變成虛，並利用能力控制，襲擊了黑崎遊子（此虛已被銀城空吾擊敗）。 |
| 井上織姬                                | 勝利 | 終結之書 | 利用「終結之書」開始在對方的記憶裡，切入了自己的存在。 |
| 銀城空吾（XCUTION領導人暨首任代理死神） | 中斷 | －       | 雖然月島將銀城釋放的巨大斬擊波從中劈開之餘，持刀劃傷銀城的右邊額頭，但也被黑崎一護傷及右手。 |
| 黑崎一護（代理死神）                    | 中斷 | －       | 在和一護交手時，一護突然被雪緒的能力困住而中斷戰鬥。 |
| 雪緒·漢斯·佛拉爾貝爾納（XCUTION成員）   | 中斷 | －       | 原本是想襲擊雪緒但被銀城阻止。 |
| 茶渡泰虎                                | 勝利 | 終結之書 | 如同對付織姬般，開始在對方的記憶裡，切入了自己的存在。 |
| 黑崎遊子、黑崎夏梨                      | 勝利 | 終結之書 | 利用「終結之書」開始在對方的記憶裡，切入了自己的存在，如同洗腦般。 |
| 有澤龍貴、淺野啟吾、小島水色、鰻屋育美  | 勝利 | 終結之書 | 利用「終結之書」開始在對方記憶裡，切入了自己的存在，如同洗腦般。 |
| 茶渡泰虎、井上織姬                      | 勝利 | 終結之書 | 一開始被泰虎和織姬兩人合力牽制著，并在被織姬的四天康盾反彈攻擊后被泰虎重擊而從高樓跌落在織姬面前。 但是在織姬欲使用孤天斬盾攻擊他的時候使用了終結之書的能力而造成泰虎和織姬精神錯亂，最後讓兩人暈倒在地。 |
| XCUTION成員                             | 勝利 | 終結之書 | 表面上是用能力控制，但實際上是想讓成員們恢復記憶。 |
| 黑崎一護（代理死神）                    | 中斷 | －       | |
| 銀城空吾（XCUTION領導人暨首任代理死神） | 勝利 | 終結之書 | 表面上是刺穿了銀城的心臟，但實際上是使他恢復記憶。 |
| 石田雨龍                                | 勝利 | 終結之書 | 使用純斬擊能力重創了前來支援一護的雨龍。 |
| 茶渡泰虎、井上織姬                      | 勝利 | －       | 月島利用言語讓茶渡和織姬的精神陷入混亂，反讓黑崎一心和浦原喜助得以趁機將前兩者擊暈並帶離現場。 |
| 朽木白哉（護廷十三隊六番隊隊長）        | 敗北 | －       | 雖然月島掌握了「千本櫻」的弱點，但意想不到被白哉手中握住的花瓣貫穿胸膛，處於瀕死狀態。 |
| 黑崎一護（代理死神）                    | 中斷 | 終結之書 | 只剩一口氣的月島在一護擊敗銀城的時候，企圖從後方偷襲一護，但被莉露卡擋下，而後在獅子河原背上斷氣。 |

## 卷首語
- 「要不要一起数啊？我留在你身上的……那些齿痕。」——單行本第五十二集。

## 備註
1. ↑  漫畫單行本第51集卷末附加人物設定資料，雖註明月島是前XCUTION領導人，但根據漫畫第471章莉露卡的回憶，真正招集完現術者並組成領導XCUTION的是銀城空吾，並無所謂前任與現任領導者之分。
2. ↑  2.由於動畫版將一護結束修行的時段改成白天，再加上雪緒被改成讓茶渡和織姬先行離開、留下一護獨自修練的緣故，因此在動畫第357話，增加茶渡在隔天發現一護身邊的親友殘留著異樣靈壓的橋段，以及月島出面迎擊被控制前的茶渡與織姬，並使用完現術能力令兩人暫時精神崩潰的劇情。
3. ↑  3.漫畫版，月島在大宅邸與完現術狀態的一護交手時，一度遭到對方砍斷左臂，被織姬利用雙天歸盾治好斷臂；動畫版則修改成被一護砍傷左臂後，接受織姬的治療。